# Economia Bulgariei
Economia Bulgariei s-a contractat dramatic după 1989 prin pierderea pieței sovietice, de care economia bulgară era strâns legată. Nivelul de trai a scăzut cu 40%, dar se așteaptă să atingă nivele pre-1990 până la finalul lui 2003. În anii de după criză s-a bucurat de o creștere economică ridicată, salariul mediu fiind de 897 leva (459 EUR) (aprilie 2015).
În plus, sancțiunile ONU împotriva Iugoslaviei și Irakului au continuat să ducă în declin economia bulgară. Primele semne de revenire au apărut în 1994, când PIB-ul a crescut și inflația a scăzut.  În 1996, totuși, economia s-a prăbușit datorită reformelor economice sărace și un sistem bancar instabil.  Din 1997 țara s-a aflat pe traiectoria revenirii, prin creșterea PIB-ului la o rată de 4-5%, creșterea FDI, stabilitatea macroeconomică și aderarea la UE stabilită pentru 2007.
Guvernul curent, ales în 2001, a pledat pentru menținerea obiectivelor economice adoptate de predecesorul său în 1997.  În ciuda faptului că prognozele economice pentru 2002 și 2003 au prezis creștere continuă în economia bulgară, guvernul încă are de a face cu o rată a șomajului mare și standarde scăzute de viață.  Bulgaria, ca și România a aderat la Uniunea Europeană la 1 ianuarie 2007.

## Energie
Bulgaria consumă anual 3,2 - 3,4 miliarde de metri cubi de gaze naturale și importă 95-98% din această cantitate din Rusia.
În ce privește energia alternativă, autoritățile de la Sofia și-au asumat atingerea unei ponderi de 16% a energiei verzi în totalul consumului de electricitate din anul 2020.
Capacitatea parcurilor eoliene a urcat de la 103 MW în 2008 la 336 MW în 2010, iar a celor solare de la 1,4 MW în 2008 la 10 MW în 2010.

## Agricultura
În anul 2008, Bulgaria a avut o recoltă de 4,4 milioane de tone de grâu, față de 2,4 milioane de tone în 2007.

## Industria de armament
Sub regimul comunist, Bulgaria exporta arme în valoare de 700-800 milioane de USD pe an.
Sectorul producției de arme avea atunci 115.000 angajați, față de 20.000 în mai 2008.
Bulgaria a exportat în 2007 arme și echipamente militare în valoare de 180 milioane de Euro, iar în 2006 în valoare de 173 milioane euro.

## Relații economice cu alte țări
Exporturile Bulgariei în anul 2007:
| Țară            | Italia | Germania | Grecia | Belgia | România |
| Euro (milioane) | 1.390  | 1.380    | 1.230  | 833    | 660     |

Importurile Bulgariei în anul 2007:
| Țară            | Germania | Grecia | Italia | România |
| Euro (milioane) | 2.690    | 1.890  | 1.350  | 992     |

## Comunicațiile
În anul 2006, piața de telecomunicații din Bulgaria ajuns la valoarea de 1,55 miliarde euro, din care: telefonia mobilă - 921 milioane euro, cablu tv - 82,7 milioane euro, furnizare de informații și internet - 72,7 milioane euro.
În anul 2006, numărul de clienții celor trei companii de telecomunicații, Mobitel, Globul și Vivatel, au depășit totalul populației și au ajuns la peste 8,2 milioane SIM-uri active.
1. ↑  „Average monthly wages and salaries in 2012”. National Statistical Institute. Arhivat din original la 26 decembrie 2018. Accesat în 5 aprilie 2016.
2. ↑  Misterele conductei de gaze Arad-Szeged Arhivat în 21 februarie 2011, la Wayback Machine., 30 iulie 2010, sfin.ro, accesat la 22 august 2010
3. ↑  Bulgaria ar putea cumpara gaze naturale din Egipt[nefuncțională]
, accesat la 25 aprilie 2009
4. 1 2  Bulgaria nu mai vrea turbine eoliene. Află aici de ce, 22 aprilie 2011, Florentina Bălăceanu, adevarul.ro, accesat la 4 august 2011
5. ↑  Bulgaria, cea mai buna recolta de grau Arhivat în 9 noiembrie 2011, la Wayback Machine., 06 aug 2008, money.ro, accesat la 7 decembrie 2010
6. 1 2 3  Bulgaria a exportat în 2007 armament în valoare de 180 de milioane de euro[nefuncțională]
, 28 mai 2008, standard.ro
7. 1 2  Romania a fost a cincea piata de desfacere din UE pentru produsele bulgaresti, in 2007[nefuncțională]
, standard.ro, 2008-08-06, accesat la 6 august 2008
8. 1 2  Telecomul din Bulgaria face 1,5 mld euro, 31 august 2007, wall-stret.ro, accesat la 6 iulie 2010